# Arnold Kroll
Torbjörn Arnold Edmond Kroll, född 1 oktober 1910 i Göteborgs Gamlestads församling, död 19 november 1987 i Göteborgs S:t Pauli församling
, var en svensk tjänsteman vid Skattemyndigheten och tecknare.
Kroll växte upp i Göteborg och var skolkamrat till den blivande skämttecknaren Torvald Gahlin. Han började i slutet av 1920-talet medverka i Söndagsnisse-Strix med skämtteckningar och blev därefter erbjuden att medverka som tecknare i Göteborgs-Tidningen där han under flera år bidrog med teckningen Dagens Kroll.